# Grasdorf (Schwarzhofen)
Grasdorf ist ein Ortsteil der Gemeinde Schwarzhofen im Oberpfälzer Landkreis Schwandorf (Bayern).

## Geographische Lage
Grasdorf befindet sich ungefähr drei Kilometer (fünf Straßenkilometer) westlich von Schwarzhofen inmitten eines ausgedehnten Waldgebietes auf einem Höhenrücken, der sich in Nordwest–Südostrichtung zwischen Schwarzach und Auerbach hinzieht. Er wird von folgenden Bergen gebildet (von Nord nach Süd): Stab-Berg (465 m), Herzog-Berg (516 m), Tannen-Berg (535 m), Buchen-Berg (526 m), Atlas-Berg (568 m), Steinriegel (541 m) und Bursching (496 m).

## Geschichte

### Anfänge bis 18. Jahrhundert
In den Musterungsregistern wurden für Grasdorf (auch: Craßdorff, Crastorf, Crästorf, Krästorf, Krastorf) 1522, 1572 je 5 Mannschaften erfasst, 1661 nach Ende des Dreißigjährigen Krieges nur noch vier Mannschaften.
1622 hatte Grasdorf vier Höfe, drei Güter eine Sölde und einen Inwohner, 1631 drei Höfe, ein Gut, ein Gütel, drei Inwohner (darunter ein Schäfer und ein Hütmann), 47 Rinder, 8 Schweine und einen Bienenstock.
1661 nach Ende des Dreißigjährigen Krieges war einer der drei Höfe zum Teil eingefallen und es gab noch zwei Güter, ein Häusel, drei Inwohner, ein Pferd und 25 Rinder.
1762 gab es in Grasdorf 7 Anwesen, drei Nebenhäusl, ein Hüthaus, 7 Eigentümer und 7 Inwohner (darunter zwei Tagwerker und zwei Hüter).
Ende des 18. Jahrhunderts war ein Gut und ein Hof in Grasdorf zum Kloster Walderbach grundbar.

### 19. Jahrhundert bis zur Gegenwart
Entsprechend einer Verordnung von 1808 wurde das Landgericht Neunburg vorm Wald in 55 Steuerdistrikte unterteilt. Dabei bildete Grasdorf mit den Ortschaften Demeldorf, Geratshofen, Höfen bei Grasdorf und Mallersdorf einen Steuerdistrikt. Grasdorf hatte zu dieser Zeit 6 Anwesen und 46 Einwohner.
1820 wurden Ruralgemeinden gebildet.
Dabei entstand die Ruralgemeinde Demeldorf, die aus den Ortschaften Demeldorf mit 7 Familien, Geratshofen mit 7 Familien, Grasdorf mit 6 Familien, Höfen bei Grasdorf mit drei Familien und Mallersdorf mit vier Familien bestand.
Zum Stichtag 23. März 1913 (Osterfest) wurde Grasdorf als Teil der Pfarrei Schwarzhofen mit 6 Häusern und 31 Einwohnern aufgeführt.
Bei der Eingliederung der Gemeinde Demeldorf in die Gemeinde Schwarzhofen 1960 gelangte Grasdorf zur Gemeinde Schwarzhofen.
Am 31. Dezember 1990 hatte Grasdorf 31 Einwohner und gehörte zur Pfarrei Schwarzhofen.